# Tarascon
Tarascon je francouzské město, nacházející se v departementu Bouches-du-Rhône, v regionu Provence-Alpes-Côte d'Azur na řece Rhône. Žije zde asi 13 000 obyvatel.

## Město a hrad

Svatá Marta s drakem

Sídliště na místě dnešního města založili v roce 48 Římané. S Tarasconem je spojena legenda o svaté Martě. Podle ní se měla po ukřižování Ježíše odebrat spolu se svými sourozenci Lazarem a Máří Magdalenou na území dnešní Provence, kde se věnovali misijní činnosti. Obyvatelé dnešního Tarasconu byli sužováni drakem Tarasconem. Marta ho za pomoci kříže a svěcené vody přemohla. Sídlo získalo jméno podle draka, Marta byla pohřbena ve zdejším kostele. Příběh je obsažen ve sbírce středověkých textů označovaných jako Legenda aurea. Drak je od té doby symbolem města. Událost je připomínána každoročně o Velikonocích slavnostním průvodem.
Kostel sv. Marty byl postaven v románském slohu ve 12. století na základech raně křesťanské stavby, z níž se dochovala jen krypta ze 3. století s údajným hrobem sv. Marty. Ve 14. století získal dnešní gotickou podobu. Impulzem ke stavbě kostela bylo objevení Martiných ostatků v raně křesťanském sarkofágu v roce 1187.
Nejvýznamnější památkou ve městě je mimořádně dobře dochovaný hrad (Château de Tarascon). S jeho stavbou začal v roce 1400 sicilský král Ludvík II., který byl pánem Provence. Hrad chránil zemské hranice, které tehdy tvořila Rhôna. Pro nároky nového renesančního způsobu života upravil interiéry hradu Ludvíkův syn, král René I. Od 16. století se začal hrad užívat jako státní vězení. Bývali zde umisťováni zajatci z válek, které Francie vedla. Z té doby se na zdech dochovaly osobité kresby lodí, graffiti svého druhu, které zajatí námořníci vytvářeli.
Hrad postupně chátral, jeho interiéry byly poničeny za Velké francouzské revoluce. K záchraně hradu přispěl Prosper Mérimée, který ho ve 30. letech 19. století navštívil ve funkci státního inspektora nemovitých památek. Ve 20. letech 20. století bylo hradní vězení zrušeno a začalo se s rekonstrukcí objektu pod vedením architekta Julese Formigé. Další rozsáhlé opravy hradu, který je celoročně přístupný, proběhly ve 40. a 80. letech 20. století.
Město Tarascon je dějištěm románu Alphonse Daudeta Tartarin z Tarasconu z roku 1872.

## Galerie

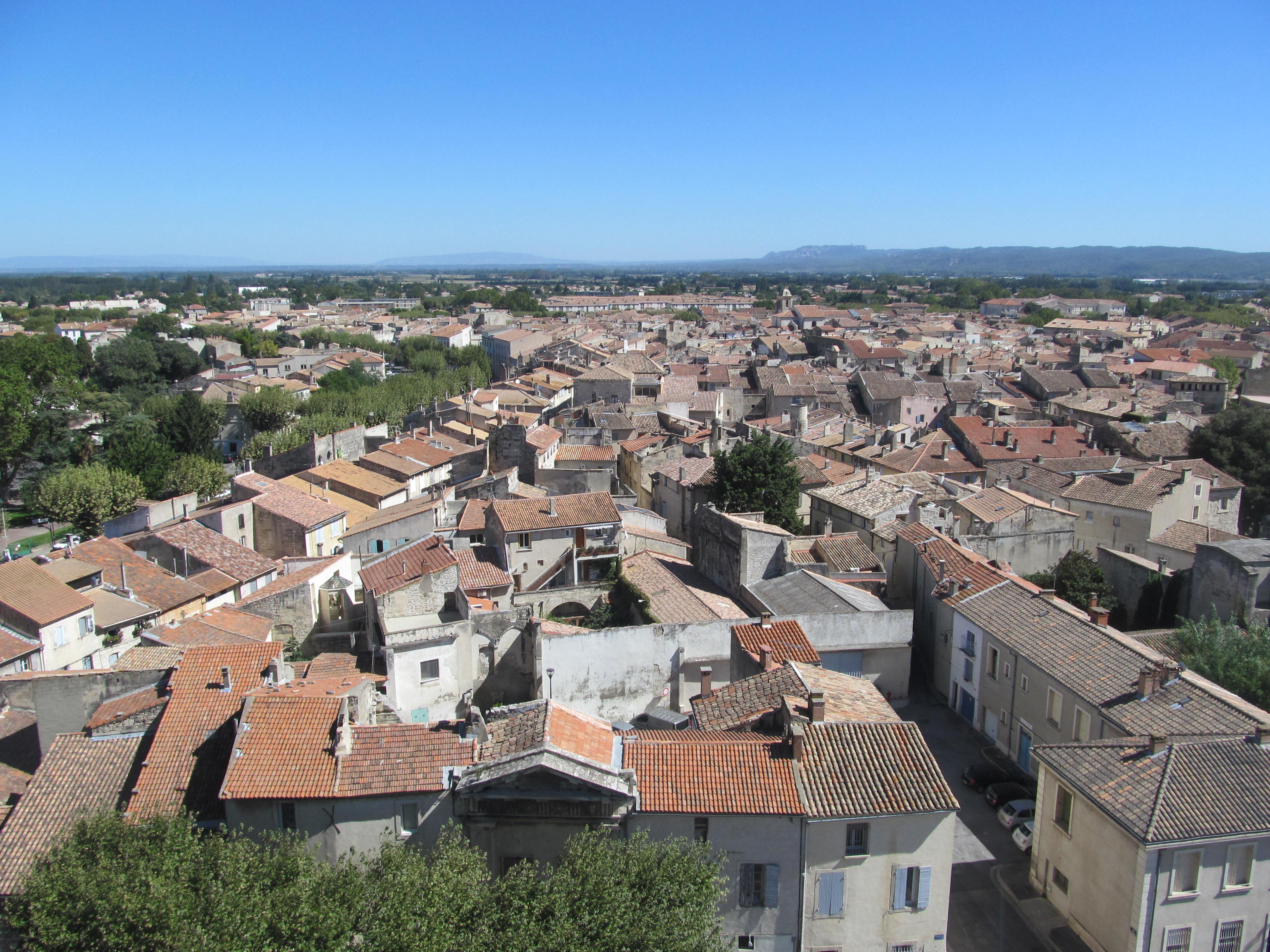
Město z hradní terasy
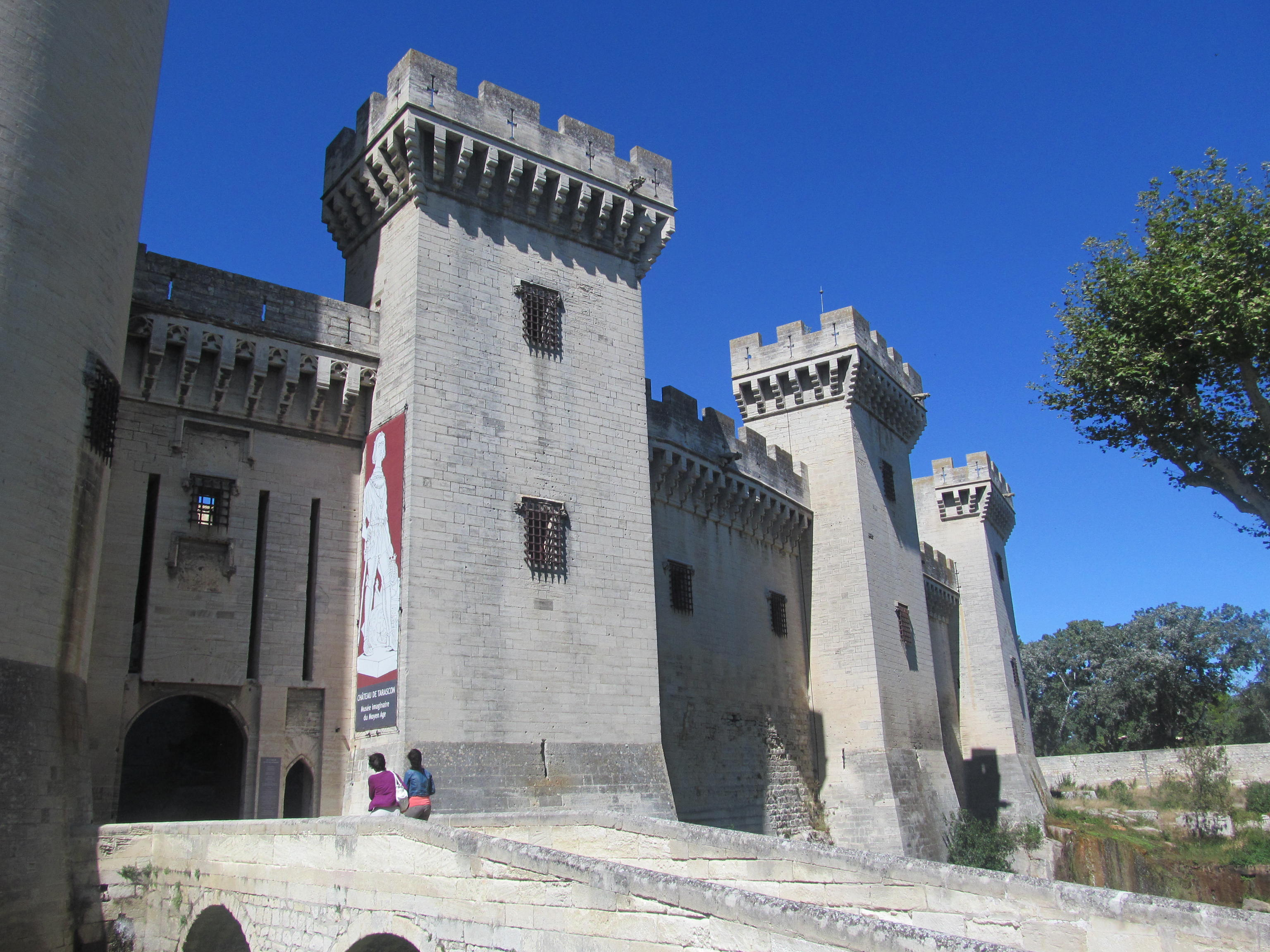
Vchod do hradu
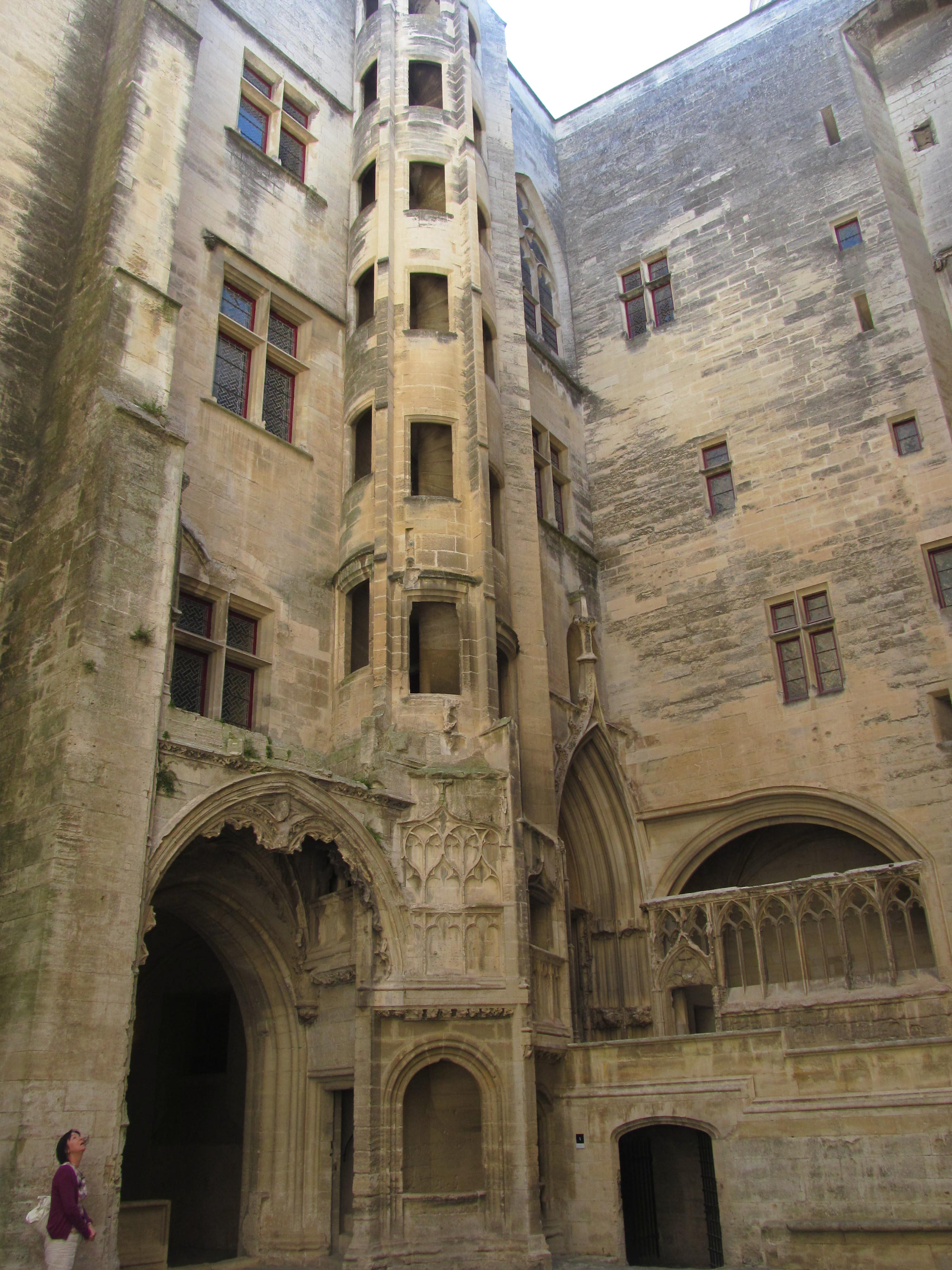
Hradní nádvoří
Půdorys hradu
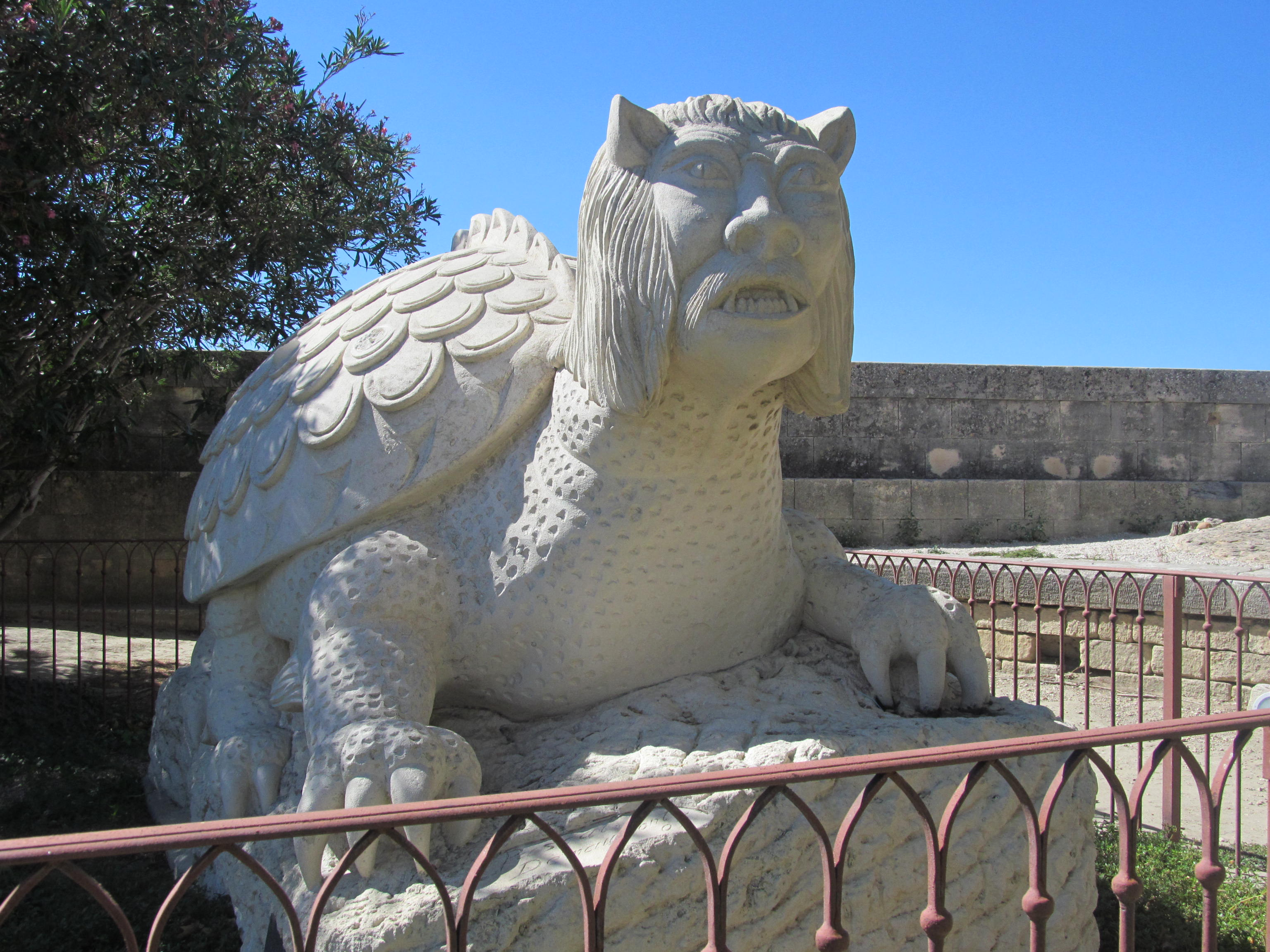
Obluda Tarasque
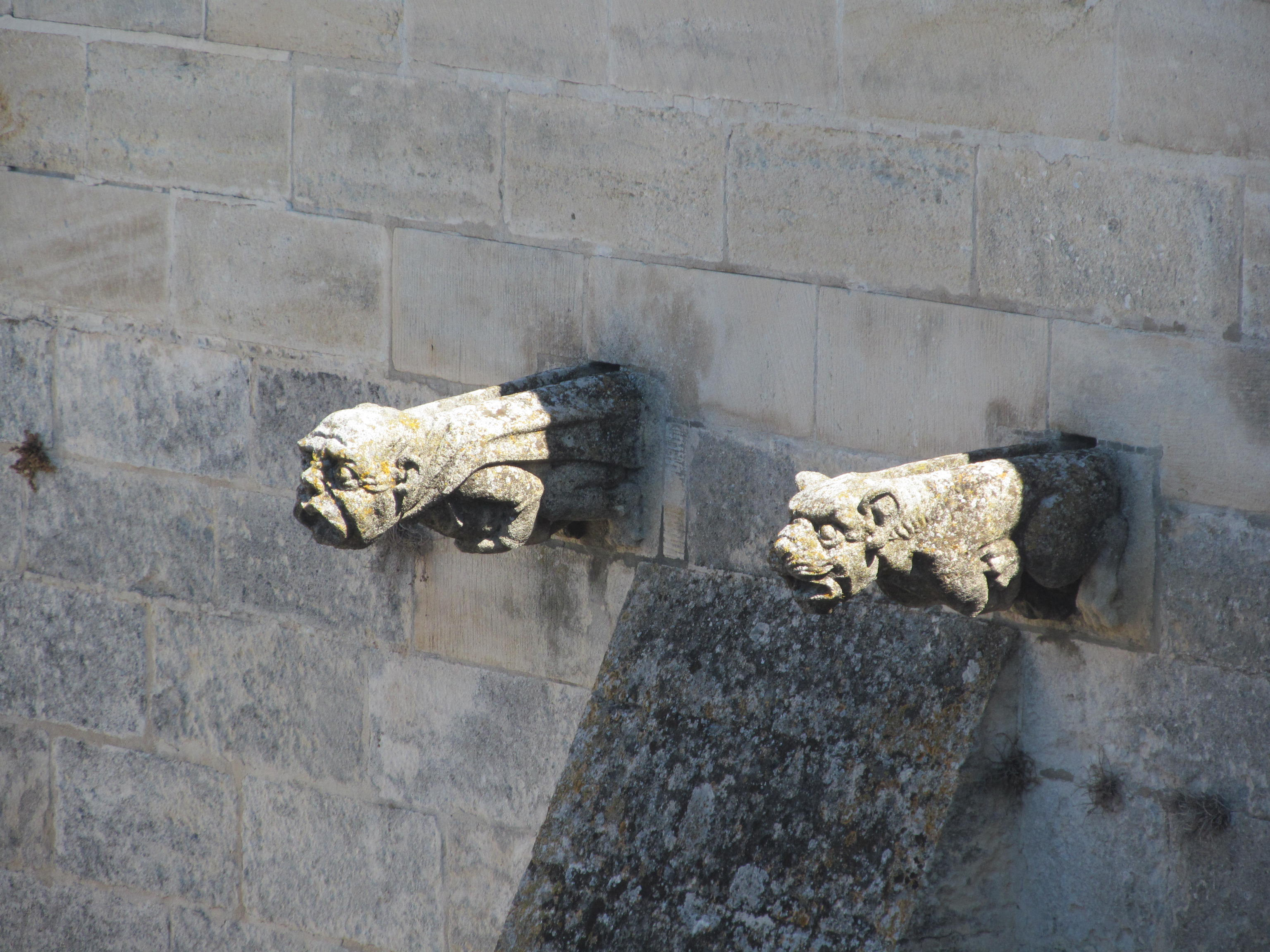
Chrliče na hradě
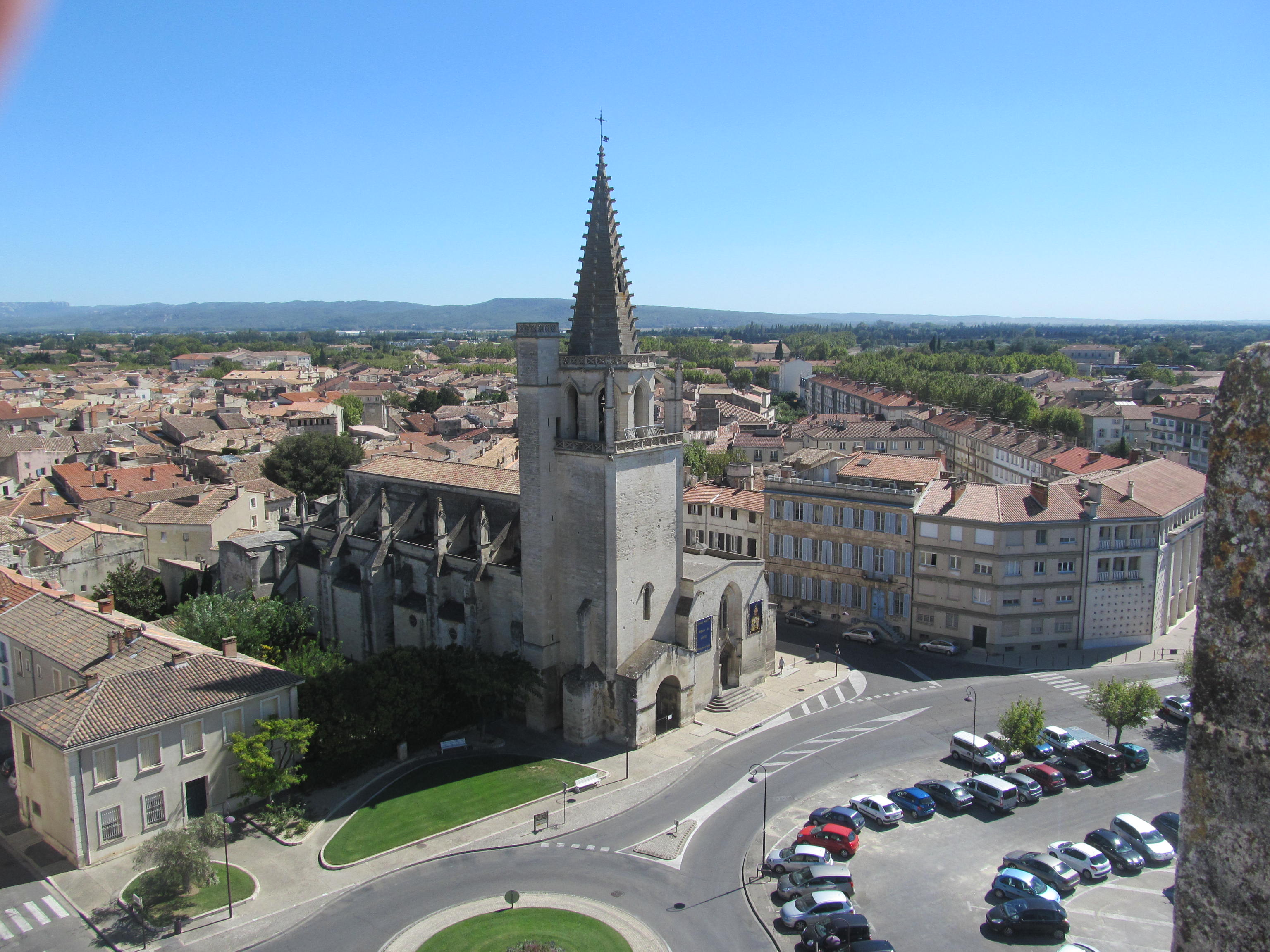
Kostel sv. Marty z hradní terasy (L'église Sainte-Marthe de Tarascon)